# Pedogênese (biologia)
Denomina-se pedogênese (português brasileiro) ou pedogénese (português europeu) a ocorrência de partenogênese na fase larvária, produzindo outras larvas. Um exemplo típico é o Schistosoma mansoni, que realiza pedogênese no interior do caramujo.
A origem do termo é grega, sendo que "pedos" refere-se à infância e "genesis" significa criação, ou seja, a possibilidade de reprodução em formas de vida tipicamente imaturas. Tal processo consiste em uma adaptação à vida parasitária, uma vez que encurta o ciclo reprodutivo, contribuindo, assim, para o aumento populacional da espécie.